# Auguste Chaillou
Auguste Jean-Marie Albert Chaillou, né le 21 août 1866 à Parennes et mort à Vauquois le 23 ou 24 avril 1915, est un biologiste et médecin français.

## Biographie
En 1891, Auguste Chaillou est interne à l'hôpital Necker-Enfants malades.
En 1892, il est nommé interne des hôpitaux de Paris. La même année il suit les cours de microbiologie de l'Institut Pasteur.
Il fait sa carrière médicale à l'hôpital Necker-Enfants malades et fut associé pendant toute sa carrière à l'Institut Pasteur à Paris.
Auguste Chaillou est surtout connu pour ses recherches sur le sérum de sérothérapie antidiphtérique sous la direction d'Émile Roux et Louis Martin (1864-1946) à l'Institut Pasteur. Ils vaccinent 300 enfants de l'hôpital Necker. Les trois hommes ont présenté leurs conclusions lors du dixième Congrès international d'hygiène de Budapest en 1894. La même année, il prend la direction du service de la diphtérie de l'hôpital Necker.
De 1895 jusqu'en 1914, il était chef des services antirabiques de l'Institut Pasteur. Il collabore avec Léon Mac-Auliffe pour la rédaction de précis médicaux.
En 1898 , il  recueille sa nièce orpheline Jeanne Chaillou de Saint-Denis d'Orques qui deviendra son unique héritière.
Il est mobilisé lors de la Première Guerre mondiale comme médecin militaire. Médecin aide-major de 2e classe dans l'armée territoriale, nommé médecin-chef à l'ambulance no 7, il est tué à l'ennemi sur le champ de bataille de Vauquois le 23-24 avril 1915.

## Travaux
- 1894 : mise au point, sous la direction d'Émile Roux, avec Louis Martin du traitement contre la diphtérie, deuxième grande découverte de l'institut Pasteur, 9 ans après le vaccin contre la rage.
- 1895 : La sérumthérapie et le tubage du larynx dans les croups diphtériques, éditions Rueff et compagnie
- 1912 : Morphologie médicale, Paris (avec Léon Mac Auliffe)
- Un Précis d'exploration externe du tube digestif (avec Léon Mac Auliffe)
- Étude des types Quatre Humains